# Aztecazo
Aztecazo foi uma partida de futebol que aconteceu em 16 de junho de 2001, válida pela quarta rodada das Eliminatórias do Mundial de 2002, que foi disputada no Estádio Azteca, na Cidade do México.
A Seleção Mexicana, liderada por Luis Fernández e Claudio Suárez foi derrotada em casa pela Costa Rica, que tinha como destaques Paulo Wanchope e Hernán Medford, por 2 a 1. Além disso, esta partida entrou para a história por ser a primeira derrota do El Tri em território mexicano na história das Eliminatórias para a Copa. O nome "Aztecazo" foi criado pelo jornal costarriquenho La Nación. José Manuel Abundis abriu o placar para o México, enquanto Rolando Fonseca e Medford (que entraram durante o jogo) viraram o placar para 2 a 1 em favor dos Ticos. A derrota foi decisiva para que o técnico Enrique Meza fosse demitido após uma derrota de 3 a 1 para Honduras. Javier Aguirre foi o substituto, e ajudou o México a conquistar a classificação com 4 vitórias e um empate na reta final das eliminatórias.
O México só voltaria a perder um jogo de eliminatórias para a Copa no Estádio Azteca doze anos depois, em 2013, quando seria derrotado por 2 a 1, novamente para Honduras.

## Ficha técnica
| 16 de junho   | México     | 1 – 2     | Costa Rica                | Estádio Azteca, Cidade do México |
| 12:00 (UTC-5) | Abundis 7' | Relatório | Fonseca 40' · Medford 86' | Público: 60 000 Árbitro: GUA Carlos Batres Assistente 1:URU Pedro Risso Assistente 2: URU Juan Kerekes Quarto árbitro: URU Saúl Feldman |

| México | Costa Rica |

| GK           | 24 | Oswaldo Sánchez     |     |     |
| DF           | 2  | Claudio Suárez      | 61' |     |
| DF           | 5  | Duilio Davino       |     |     |
| DF           | 13 | Pável Pardo         | 26' |     |
| DF           | 18 | Salvador Carmona    | 64' |     |
| MF           | 6  | Marco Antonio Ruiz  |     | 67' |
| MF           | 14 | Joaquín del Olmo    |     | 75' |
| MF           | 19 | Miguel Zepeda       |     | 52' |
| MF           | 20 | Víctor Ruiz         |     |     |
| FW           | 9  | José Manuel Abundis |     |     |
| FW           | 15 | Luis Hernández      |     |     |
| Reservas:    |    |                     |     |     |
| GK           | 1  | Jorge Campos        |     |     |
| DF           | 3  | Sergio Almaguer     |     |     |
| MF           | 8  | Gerardo Torrado     |     |     |
| FW           | 11 | Daniel Osorno       |     | 67' |
| FW           | 17 | Francisco Palencia  |     | 75' |
| MF           | 21 | Cesáreo Victorino   |     | 52' |
| FW           | 23 | Jared Borgetti      |     |     |
| Técnico:     |    |                     |     |     |
| Enrique Meza |    |                     |     |     |

| GK                  | 1  | Erick Lonnis      |     |     |
| LD                  | 2  | Jervis Drummond   |     |     |
| Z                   | 3  | Luis Marín        | 62' |     |
| Z                   | 21 | Reynaldo Parks    |     |     |
| Z                   | 5  | Gilberto Martínez |     |     |
| LE                  | 22 | Carlos Castro     | 28' | 59' |
| MF                  | 6  | Wilmer López      |     |     |
| MF                  | 8  | Mauricio Solís    | 55' |     |
| MF                  | 19 | Rodrigo Cordero   | 40' |     |
| FW                  | 9  | Paulo Wanchope    | 64' | 80' |
| FW                  | 16 | Steven Bryce      |     |     |
| Reservas:           |    |                   |     |     |
| FW                  | 7  | Rolando Fonseca   |     | 40' |
| MF                  | 10 | Walter Centeno    |     |     |
| DF                  | 14 | Austin Berry      |     |     |
| DF                  | 15 | Harold Wallace    |     |     |
| FW                  | 17 | Hernán Medford    |     | 80' |
| GK                  | 18 | Lester Morgan     |     |     |
| FW                  | 20 | William Sunsing   |     | 59' |
| Treinador:          |    |                   |     |     |
| Alexandre Guimarães |    |                   |     |     |

## Curiosidades
- Dos 18 jogadores relacionados pelo México neste jogo, foram para a Copa de 2002: Oswaldo Sánchez, Salvador Carmona, Luis Hernández, Jorge Campos, Gerardo Torrado, Francisco Palencia e Jared Borgetti. A Seleção Costarriquenha levou para a competição 16 jogadores que atuaram na partida – Reynaldo Parks e Austin Berry não foram convocados.